# ジェフリー・クロケット
ジェフリー・「ジェイ」・クロケット（Jeffrey "Jaye" Crockett、1991年10月16日 - ）は、アメリカ合衆国出身のプロバスケットボール選手。クロケットはテキサス工科大学でプレーした後、イタリア、日本、スイス、デンマーク、フランス、レバノン、オーストラリア、ギリシャでプロとしてプレーした。

## 大学での経歴
クロケットはテキサス工科大学で4年間プレーし、2012年にビッグ12オールアカデミックのセカンドチーム、2013年にオールビッグ12オーナブルメンション、2014年にオールビッグ12のサードチームに選出された。125試合に出場し、そのうち42試合では先発出場、1試合平均9.9得点、5.4リバウンドを記録した。

## プロとしての経歴
クロケットはプロとしてのキャリアをイタリアでスタートし、2014-15シーズンはセリエA2バスケットのデルトーナ・バスケットでプレーした。2015-16シーズンは信州ブレイブウォリアーズに加入し、その後スイスのSAMマッサーニョに移籍した。2016-17シーズンはイタリアに戻り、フォルリとトラーパニでプレーした。2017-18シーズンはデンマークのバッケン・ベアーズでプレーし、チームのデンマークカップとデンマークリーグの優勝に貢献した。その後彼はバスケットボールファイナルMVPの栄誉を獲得した。
クロケットの2018-19シーズンはフランスのル・ポルテルで始まったがシーズン序盤にかかとを負傷し、シーズン終盤の2019年1月にはつま先を負傷した。
2019-20シーズンはレバノンのアニバル・ザールでスタートし、2019年10月16日にオーストラリアNBLのサウスイースト・メルボルンフェニックスと契約、負傷したタイ・ウェスリーの代役として出場した。ウェスリーが怪我から復帰すると、2019年12月6日にフェニックスを退団した。2020年1月にカザフスタンのアスタナに加入した。8月12日にはスイスのフリブール・オリンピックと3か月の契約を結んだ。11月30日、ギリシャバスケットボールリーグのペリステリと契約した。
2021-22シーズンはスウェーデンのセーデルテリエ、2022-23シーズンはフィンランドのカウハヨキ・カルフでプレーする。2023年7月7日、彼は秋田ノーザンハピネッツと契約した。
2023年11月、秋田と双方合意の上契約解除となる。

## 参照
1. 1 2 3 4 5  “Jeffrey Crockett”. australiabasket.com. 2019年10月16日閲覧。
2. ↑  “Jeffrey Crockett”. sports-reference.com. 2019年10月16日閲覧。
3. ↑  “Basketligaen Priser” (Danish). basketligaen.dk. 2015年10月13日時点のオリジナルよりアーカイブ。2019年10月16日閲覧。
4. 1 2  “DEUX ANCIENS DU PORTEL ONT TROUVÉ PRENEUR : DARRELL WILLIAMS FILE EN ITALIE ET JEFFREY CROCKETT REBONDIT AU LIBAN” (French). bebasket.fr (2019年7月15日). 2019年10月16日閲覧。
5. ↑  “Anibal Zahle vs Beirut”. eurobasket.com (2019年10月9日). 2019年10月16日閲覧。
6. ↑  “Phoenix sign Crockett as Wesley replacement”. semphoenix.com.au (2019年10月16日). 2019年10月16日閲覧。
7. ↑  “Crockett's contribution”. semphoenix.com.au (2019年12月6日). 2019年12月8日閲覧。
8. ↑  “Astana signed the American forward Jeffrey Crockett”. pbcastana.kz (2020年1月14日). 2020年2月6日閲覧。
9. ↑  “Jaye Crockett signs 3 month contract with Olympic Fribourg”. Sportando (2020年8月12日). 2020年8月12日閲覧。
10. ↑  “Peristeri GS Athens sign Jeffrey Crockett, ex Fribourg”. Eurobasket (2020年11月30日). 2020年11月30日閲覧。
11. ↑  “【新入団】ジェフリー・クロケット選手 契約合意のお知らせ”.   秋田ノーザンハピネッツ (2023年7月7日). 2023年7月7日閲覧。
12. ↑  “選手契約解除のご報告”.   秋田ノーザンハピネッツ (2023年11月2日). 2023年11月2日閲覧。